# Bhojpur Dharampur
Bhojpur Dharampur là một thị xã và là một nagar panchayat của quận Moradabad thuộc bang Uttar Pradesh, Ấn Độ.

## Nhân khẩu
Theo điều tra dân số năm 2001 của Ấn Độ, Bhojpur Dharampur có dân số 24.395 người. Phái nam chiếm 53% tổng số dân và phái nữ chiếm 47%. Bhojpur Dharampur có tỷ lệ 32% biết đọc biết viết, thấp hơn tỷ lệ trung bình toàn quốc là 59,5%: tỷ lệ cho phái nam là 41%, và tỷ lệ cho phái nữ là 23%. Tại Bhojpur Dharampur, 21% dân số nhỏ hơn 6 tuổi.